# Comune di Søndersø
Il comune di Søndersø fino al 1º gennaio 2007 è stato un comune danese situato contea di Fionia e sull'isola omonima. Il comune aveva una popolazione di 11 234 abitanti (2005) e una superficie di 181 km². Capoluogo era la cittadina di omonima.
Dal 1º gennaio 2007, con l'entrata in vigore della riforma amministrativa, il comune è stato soppresso e accorpato ai comuni di Otterup e Bogense per dare luogo al neo-costituito comune di Nordfyns compreso nella regione della Danimarca Meridionale (Syddanmark).